# Coundon, West Midlands
Coundon är en stadsdel i Coventry, i distriktet Coventry, i grevskapet West Midlands, i England. Coundon var en civil parish från 1866 till 1932 då den blev en del av Coventry och Keresley. Civil parish hade 364 invånare år 1931. Byn nämndes i Domedagsboken (Domesday Book) år 1086, och kallades då Condelme/Condone.